# Johan I Hoen de Cartils

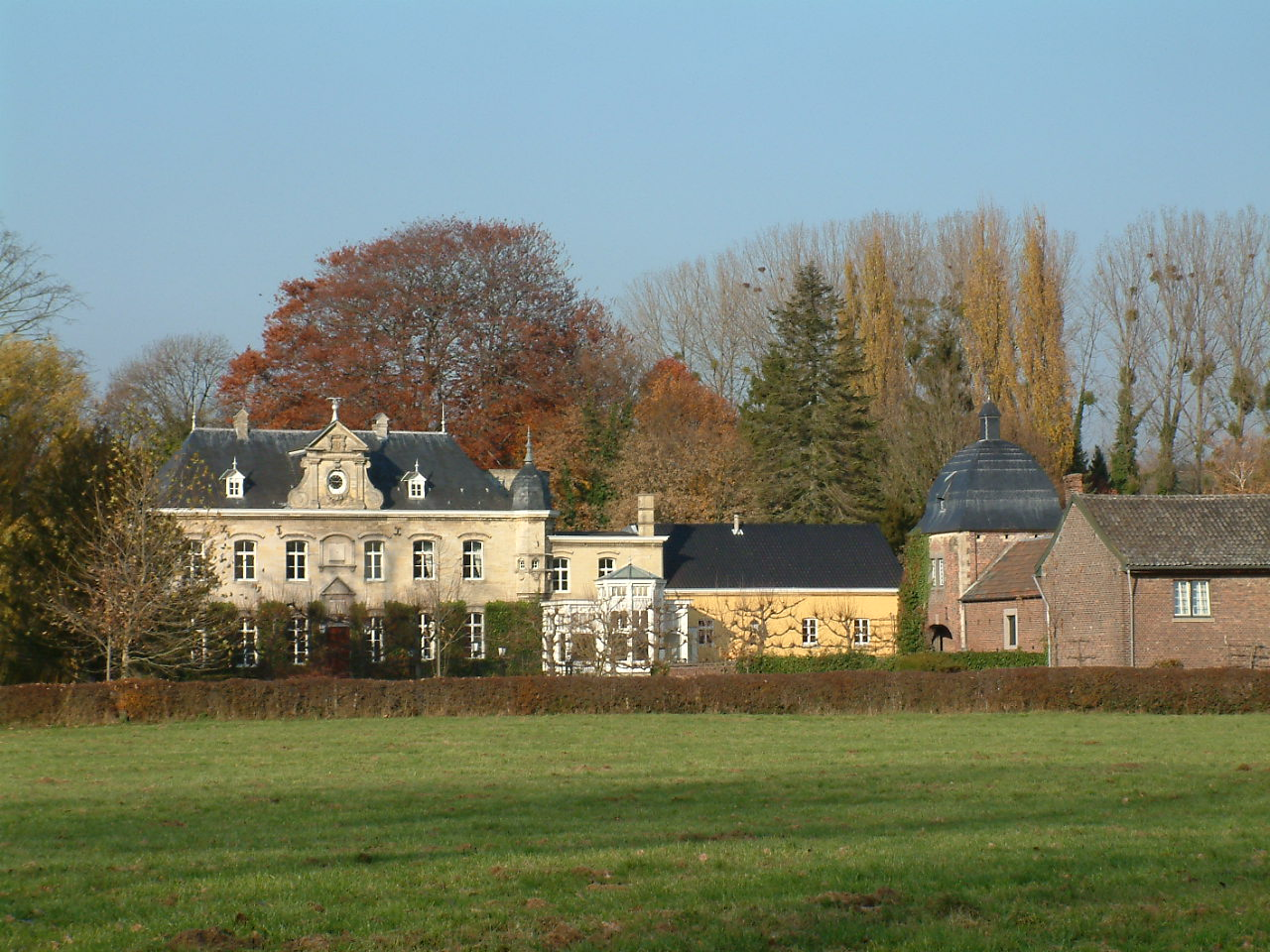
Kasteel Cartils

Johan I Hoen de Cartils baron van Cartils (ca. 1310-) was de zoon van Ivo Cartils baron van Cartils (ca. 1279-) en Elisabeth Hoen van de Broich (ca. 1280-)
Hij voegde de geslachtsnaam van zijn moeder toe, voor die van zijn vader. Zijn nageslacht noemden zich vervolgens "Hoen de Cartils". 

De heren van kasteel Cartils beschouwden hun domein - dat bestond uit het kasteel Cartils, een pachthoeve en enkele huizen - als een zelfstandige heerlijkheid binnen het Heilige Roomse Rijk. Deze claim werd betwist door de heren van Wijlre die meenden dat Cartils behoorde tot hun eigen heerlijkheid. Met de Franse inval van 1795 kwam definitief een einde aan de (omstreden) zelfstandigheid van Cartils.
Hij trouwde ca. 1335 met Agnes van Busch (Grevenbroich, ca. 1311-) uit het huis Busch.

Uit hun huwelijk is geboren: 
- Johan II Hoen de Cartils ridder en baron van Cartils (1338-)
- Lisa (Elisabeth) Hoen de Cartils (ca. 1343-)